# حزب لیبرال دموکرات اتحاد جماهیر شوروی
حزب لیبرال دموکرات اتحاد جماهیر شوروی ( LDPSU ؛ روسی: Либерально-демократическая партия Советского Союза (ЛДПСС) ) یک حزب سیاسی لیبرال در اتحاد جماهیر شوروی بود. احزاب   لیبرال دموکرات روسیه (LDPR)، حزب لیبرال دمکرات بلاروس و حزب لیبرال دمکرات اوکراین میراث‌داران این حزب به‌حساب می‌آیند.

## تاریخچه
در اواخر دهه ۱۹۸۰ در پی اصلاحات گورباچف، یک سیستم چند حزبی در اتحاد جماهیر شوروی پدیدار شد. در مارس ۱۹۹۰، ماده ۶ قانون اساسی اتحاد جماهیر شوروی، که انحصار قدرت را برای حزب کمونیست اتحاد جماهیر شوروی ملزم می‌کرد، اصلاح شد تا سایر احزاب سیاسی اجازه داشته‌باشند تا  در انتخابات شرکت کنند و صاحب مناصب دولتی شوند. این امر فضایی برای ظهور احزاب به‌جز حزب کمونیست، از جمله حزب لیبرال دموکرات فراهم کرد. در آوریل ۱۹۹۱، حزب لیبرال دموکرات، دومین حزب رسمی ثبت شده در کشور شد.